# Arturzinho
Artur dos Santos Lima, mais conhecido como Arturzinho (Rio de Janeiro, 13 de maio de 1956), é um treinador e ex-futebolista brasileiro, que atuava como meia. Atualmente está sem clube.

## Carreira

### Como jogador
Nas décadas de 1980 e 1990, atuou por Operário-MS de Campo Grande, Fluminense, Bangu, Vasco da Gama, Corinthians, Bahia, Vitória e Democrata de Governador Valadares. Habilidoso, Arturzinho costumava atuar no meio-campo e era um excelente cobrador de faltas.
Disputou em 1984 uma partida pela Seleção Brasileira de Futebol, com a camisa 10, marcando o gol da vitória por 1 a 0 sobre o Uruguai.

### Como treinador
Arturzinho já passou por clubes conhecidos, como Bahia, Vitória, Fluminense e América de Natal.
No Tricolor de Aço, tirou o time baiano da Série C em 2007, com uma espetacular campanha, onde em 30 jogos perdeu apenas 5, empatou 6 e ganhou 19 jogos, apresentando um futebol convincente e de primeira. Mas retornou ao clube baiano em 2008, dessa vez sem sucesso. Muitos acreditam que se ficasse por mais um tempo, e que talvez tivesse levado o tricolor de volta a Série A do ano seguinte, mas largou o clube na segunda rodada da Série B, após ter sofrido uma goleada diante do Fortaleza, e em 9º lugar na classificação.
No Rubro-Negro baiano, em sua terceira passagem, ganhou uma Copa do Nordeste, tendo ficado com o vice-campeonato na segunda passagem. Mas em 2006, em sua quinta passagem, não conseguiu realizar um grande comando, e temendo que não saísse da Série C nacional, a diretoria do rubro-negro o demitiu.
Em 2011, teve uma ótima passagem pelo Joinville, onde conquistou a Copa Santa Catarina, a Série C e, consequentemente, o acesso à Série B. Ao todo, foram 22 jogos disputados, 15 vitórias, 6 empates e apenas uma derrota, campanha que rendeu ao treinador um aproveitamento de 77,3%.
Apesar dos títulos e do acesso, Arturzinho não renovou o contrato com o JEC, devido ao alto salário pedido por ele. Pretende, segundo ele próprio, voltar ao Joinville, onde a torcida do clube constantemente exige seu retorno. Declarações do técnico são constantes sobre a boa relação entre ele e a torcida em sua rápida e gloriosa passagem pelo clube catarinense.
Em março de 2013, o presidente do JEC, Nereu Martinelli, anunciou, em uma entrevista coletiva, o retorno do técnico ao Joinville para a disputa do Estadual, da Copa do Brasil e da Série B de 2013. Arturzinho permaneceu no cargo até julho de 2013.
Depois, foi para o Paysandu, onde permaneceu até setembro. Após uma sequência negativa, sendo a última partida uma derrota por 3 a 1 para o Paraná, Arturzinho foi demitido do cargo.
Depois de 1 ano e 3 meses fora do mercado do futebol brasileiro, onde seu último clube foi o Paysandu Sport Club, em 23 de Dezembro de 2014 acertou sua ida para o America Football Club, Arturzinho comandará a equipe na segunda divisão do Campeonato Carioca de 2015, onde sua missão será levar o time carioca à primeira divisão do Carioca da próxima temporada. Em 18 de junho de 2015, Arturzinho foi demitido da equipe carioca, o time do America Football Club vinha fazendo uma boa campanha sob o comando do treinador no campeonato carioca da série B de 2015, Arturzinho deixou a equipe carioca na semifinal da competição.
Após ficar 2 anos sem clube, Arturzinho assumiu o comando do Bangu em fevereiro de 2017, com o objetivo comandar o clube carioca no restante do Campeonato Estadual. Deixou o clube no mês seguinte.

## Títulos

### Como jogador
Fluminense
- Campeonato Carioca de Juniores: 1975 e 1976
- Campeão Brasileiro de Juniores (Taça BH): 1976
- Torneio Internacional de Juniores (Nice): 1976
- Campeonato Carioca: 1976

Operário
- Campeonato Sul-Mato-Grossense: 1978, 1979, 1980 e 1981
- Campeão Internacional de Clubes: 1982

Bangu
- Taça Rio: 1987

Vitória
- Campeonato Baiano: 1992
- 🇸🇳 Torneio Senegal-Brasil: 1992

Bahia
- Campeonato Baiano: 1994

### Como treinador
Vitória
- Campeonato Baiano: 1997 e 2000
- Copa do Nordeste: 1997

Vila Nova-GO
- Campeonato Goiano: 2001

América-RN
- Copa do Nordeste: 1998

Joinville
- Copa Santa Catarina: 2011
- Séria C: 2011

## Campanhas de destaque

### Como jogador
Vasco da Gama
- Campeonato Brasileiro: 1984 (Vice-campeão)

Bangu
- Campeonato Carioca: 1985 (Vice-campeão)

### Como treinador
América-RN
- Campeonato Potiguar: 1998 (Vice-campeão)

Sampaio Corrêa
- Campeonato Maranhense: 1999 (Vice-campeão)
- Copa Norte: 1999 (Vice-campeão)

Bahia
- Séria C: 2007 (Vice-campeão)

## Prêmios individuais
- Jogador do ano: Melhor jogador do Vasco da Gama em 1984.